# Майна, Феликс
Феликс Майна (англ. Felix Maina; род. 24 августа 1954) — кенийский боксёр, представитель легчайшей и наилегчайшей весовых категорий. Выступал за национальную сборную Кении по боксу в первой половине 1970-х годов, серебряный призёр чемпионата Африки, участник летних Олимпийских игр в Мюнхене.

## Биография
Феликс Майна родился 24 августа 1954 года.
Впервые привлёк к себе внимание как боксёр в сезоне 1972 года, когда вошёл в основной состав кенийской национальной сборной и благодаря череде удачных выступлений удостоился права защищать честь страны на летних Олимпийских играх в Мюнхене. Уже на предварительном этапе категории до 51 кг в своём стартовом поединке единогласным решением судей потерпел поражение от итальянца Франко Уделлы, будущего чемпиона мира среди профессионалов, и сразу же выбыл из борьбы за медали.
После мюнхенской Олимпиады Майна ещё в течение некоторого времени оставался в составе боксёрской команды Кении и продолжал принимать участие в крупнейших международных турнирах. Так, в 1974 году он побывал на чемпионате Африки в Кампале, откуда привёз награду серебряного достоинства, выигранную в зачёте легчайшей весовой категории — в решающем финальном поединке был остановлен египтянином Абдельнаби Махраном.